# Brigitte Wiaux
Brigitte Wiaux (Leuven, 18 april 1958) is een Belgisch politica van het cdH, sinds maart 2022 Les Engagés genaamd.

## Levensloop
Wiaux is licentiaat in de politieke wetenschappen en sociale communicatie. Ze werkte op de financiële dienst van een multinational en was daarna parlementair medewerkster van verschillende PSC- en daarna cdH-parlementsleden.
In 1989 werd Wiaux lid van de PSC-afdeling van Bevekom, waarvan ze al snel de voorzitster werd. In 1988 werd ze verkozen tot gemeenteraadslid van Bevekom, waar ze sinds 1995 schepen is. Ook was ze van 1994 tot 2004 provincieraadslid van Waals-Brabant en in deze provincieraad was ze ook quaestor. 
Van 2004 tot 2010 is ze lid van de Kamer van volksvertegenwoordigers geweest als opvolgster van respectievelijk Raymond Langendries en André Antoine.